# Alectra
Alectra je biljni rod iz porodice volovotkovki raširen po Africi, Arapskom poluotoku i južnoj i jugoistočnoj Aziji. Postoje 34 priznate vrste jednogodišnjeg raslinja i trajnica, hemiparaziti na korijenima.

## Opis
Hemiparazitske jednogodišnje ili višegodišnje zeljaste biljke, obično uspravne i oštre, koje pocrne kad se osuše. Listovi nasuprotni ili naizmjenični, sjedeći. Cvjetovi pojedinačni u gornjim pazušcima. Čaška zvonasta, 5-režnjevita. Vjenčić 5-režnjevit. Prašnika 4, dvostrukih; filamenti bradati ili samo 2 veće niti ili su goli; prašnici 2-tekalni. Plod je kapsula. 

## Vrste
1. Alectra alectroides (S.Moore) Melch.
2. Alectra asperrima Hochst. ex Benth.
3. Alectra atrosanguinea (Hiern) Hemsl.
4. Alectra aurantiaca Hemsl.
5. Alectra avensis (Benth.) Merr.
6. Alectra bainesii Hemsl.
7. Alectra basserei Berhaut
8. Alectra basutica (E.Phillips) Melch.
9. Alectra capensis Thunb.
10. Alectra dolichocalyx Philcox
11. Alectra dunensis Hilliard & B.L.Burtt
12. Alectra fruticosa Eb.Fisch.
13. Alectra glandulosa Philcox
14. Alectra gracilis S.Moore
15. Alectra hildebrandtii Eb.Fisch.
16. Alectra hirsuta Klotzsch
17. Alectra humbertii Eb.Fisch.
18. Alectra lancifolia Hemsl.
19. Alectra linearis Hepper
20. Alectra lurida Harv.
21. Alectra natalensis (Hiern) Melch.
22. Alectra orobanchoides Benth.
23. Alectra parasitica Hochst. ex A. Rich.
24. Alectra picta (Hiern) Hemsl.
25. Alectra pseudobarleriae (Dinter) Dinter ex Melch.
26. Alectra pubescens Philcox
27. Alectra pumila Benth.
28. Alectra rigida (Hiern) Hemsl.
29. Alectra schoenfelderi Dinter & Melch.
30. Alectra sessiliflora (Vahl) Kuntze
31. Alectra stolzii Engl.
32. Alectra thyrsoidea Melch.
33. Alectra virgata Hemsl.
34. Alectra vogelii Benth.

## Sinonimi
- Glossostylis Cham. & Schltdl.; Linnaea 3: 22 (1828)
- Hymenospermum Benth.; Wall. Cat. n. 3963 (1831)
- Starbia Thouars; Gen. Nov. Madagascar. 7 (1806)
- Pseudorobanche Rouy; Revis. Gen. de Bot. 21: 204 (1909), nomen